# Juan Cofiño González
Juan Manuel Cofiño González (Parres, 1957) es un político y abogado español. Vinculado a la Federación Socialista Asturiana, entre 2019 y 2023 fue el vicepresidente del Gobierno del Principado de Asturias, así como consejero de Administración Autonómica, Medio Ambiente y Cambio Climático. Desde junio de 2023 es presidente de la Junta General del Principado de Asturias.

## Biografía
Juan Cofiño nació en 1957 en el concejo de Parres (Asturias) y es licenciado en la carrera de Derecho. También es especialista en las ramas de telecomunicaciones, Derecho de familia, Responsabilidad civil y Protección de datos personales.
Inició su trayectoria a nivel profesional como Secretario General de la Unión de Campesinos Asturianos (UCA). También, a lo largo de los años ha ido ocupando diversos cargos de responsabilidad dentro del sector privado. Ha ejercido como Presidente de Constructora Promotora Sedes, S.A., Director de Asesoría Jurídica y Regulación de Telecable, Director Jurídico del Grupo Euskaltel y ha sido Miembro de la Dirección de la Asociación Nacional de Operadores de Telecomunicaciones Digitales y de la Subcomisión Jurídica de la Asociación de Operadores de Telecomunicaciones de España.

## Trayectoria política

### Inicios (1983-2003)
Militante del Partido Socialista Obrero Español (PSOE), en el año 1983 inició su carrera política como Diputado en la Junta General del Principado de Asturias.
Durante esos años, también ha ido ocupando otros cargos dentro del consejo de gobierno asturiano.
Fue Consejero de Obras Públicas, Vivienda, Transportes y Telecomunicaciones entre 1993 y 1995 en el gobierno de Antonio Trevín.
Entre 1991 y 1993 fue Secretario General de la Presidencia del Principado. También ocupó la Presidencia de Viviendas del Principado, S.A (Vipasa).
Fue diputado en la Junta General del Principado de Asturias entre 1983 y 2003 (legislaturas I, II, III, IV y V) por el PSOE. Desde 2003 se desatendió de la política activa.

### Vuelta a la política (2019-act.)
En las elecciones a la Junta General del Principado de Asturias de 2019 fue elegido diputado de la XI legislatura por la FSA-PSOE, tomando posesión el 24 de junio. El 25 de julio de 2019 fue nombrado Vicepresidente y Consejero de Infraestructuras, Medio Ambiente y Cambio Climático del nuevo gobierno autonómico de Adrián Barbón. Además, desde el 30 de octubre de 2019 es presidente de la Consorcio para la Gestión de los Residuos Sólidos de Asturias (Cogersa).
El 25 de junio de 2020, finalizado el Estado de Alarma por la crisis sanitaria del coronavirus, Adrián Barbón, en el contexto de una remodelación del ejecutivo autonómico, encargó a Juan Cofiño que, manteniendo su puesto cómo Vicepresidente, se hiciera cargo de la nueva Consejería de Administración Autonómica, Medio Ambiente y Cambio Climático. De esta manera Cofiño perdía las competencias en infraestructuras, que pasaban a ser gestionadas por la nueva Consejería de Medio Rural y Cohesión Territorial, pero se le fue encargado la remodelación del sector público asturiano.
En 2021 son polémicas unas declaraciones suyas afirmando que "Gijón no tiene graves problemas de contaminación" y que la industria "está en la senda verde", debido a la gran contaminación industrial de Gijón y de Asturias.
De cara a las elecciones autonómicas de mayo de 2023 fue incluido tercero en la lista electoral de la candidatura de Adrián Barbón. Conseguiría escaño en la XII Legislatura de la Junta General. El 26 de junio de 2023, en la sesión constitutiva de la Junta General, resulta elegido presidente de dicha cámara. Contó con los votos de la FSA, Convocatoria por Asturias y Foro Asturias.